# NKインテルブロック・リュブリャナ
ノゴメトニ・クルブIB 1975リュブリャナ（スロベニア語: Nogometni klub IB 1975 Ljubljana, 英語: IB 1975 Ljubljana Football Club）は、スロベニアの首都リュブリャナにホームを置くサッカークラブである。

## 概要
1975年にNKイェジツァとして創設。
2005-06シーズンにスロベニア2部リーグを1位で終え、昇格した。2006-07シーズンのプルヴァリーガ・テレコム・スロヴェニエ（スロベニアプロサッカーの1部リーグ）でインテルブロックは9位となったが、プレーオフシリーズに勝ち残留した。かつてクラブはNKファクトール（NK Factor）の名前で知られたが、2007年にインテルブロックに改称された。
2007年のシーズンオフの間に、長い歴史を持つライトブルーのユニフォームは赤へと変更された。現在クラブは所有者が変わった後に与えられた五芒星形のロゴのために「悪魔のチーム」として知られる。
2009-10シーズンは最下位に終わり、2部に降格した。2010-11シーズンは2位となったものの財政上の理由で昇格を拒否したため、2011-12シーズンも2部でのシーズンとなった。
2012年にリーグを離脱したが、2015-16シーズンに復帰し5部で優勝、4部に昇格した。

## タイトル

### 国内タイトル
- カップ：2回
  - 2007-08, 2008-09

- スーパーカップ：1回
  - 2008

### 国際タイトル
なし

## 過去の成績
| シーズン | リーグ       | リーグ | リーグ | リーグ | リーグ | リーグ | リーグ | リーグ | リーグ |
| シーズン | ディビジョン | 試合数 | 勝     | 分     | 敗     | 得点   | 失点   | 勝ち点 | 順位   |
| -------- | ------------ | ------ | ------ | ------ | ------ | ------ | ------ | ------ | ------ |
| 2006-07  | 1.SNL        | 36     | 5      | 11     | 20     | 34     | 68     | 26     | 9位    |
| 2007-08  | 1.SNL        | 36     | 14     | 8      | 14     | 49     | 42     | 50     | 5位    |
| 2008-09  | 1.SNL        | 36     | 13     | 8      | 15     | 52     | 51     | 47     | 6位    |
| 2009-10  | 1.SNL        | 36     | 9      | 6      | 21     | 35     | 64     | 33     | 9位    |
| 2010-11  | 2.SNL        | 27     | 13     | 8      | 6      | 38     | 25     | 47     | 2位    |
| 2011-12  | 2.SNL        | 27     | 10     | 8      | 9      | 33     | 30     | 38     | 4位    |

## 歴代監督
- ミロシュ・ルス (1999、2012-2013)
- ドラガン・スコチッチ (2007-2008)
- アルベルト・ビゴン (2008)
- イゴル・ベネデイチチ (2008-2010)
- ズデンコ・ベルデニック (2010-2011)
- トマシュ・ペトローヴィチ (2011)

## 歴代所属選手
- エルヴィル・ラヒミッチ 1997
- ミショ・ブレチュコ 2002-2003
- アミール・カーリッチ 2006-2007
- マリンコ・ガリッチ 2007
- アンドラジュ・シュポラル 2011-2012